# Microsoft Defender
Microsoft Defender (também conhecido como Windows Defender antes da atualização de maio de 2020 do Windows 10) é um software que remove malware, trojan, spyware e adware instalados no computador.
Também monitora o computador para evitar que estes softwares perigosos modifiquem configurações tanto do navegador, como do sistema operacional.
Seu nome anterior era "Microsoft Antispyware", após a Microsoft ter adquirido a empresa GIANT. A aquisição foi feita em Dezembro de 2004, fazendo a Microsoft entrar no mercado dos antispywares.
O Windows Update interage com o Windows Defender fornecendo atualizações.
O Windows Defender vem também integrado com o Windows Vista, no Windows Live OneCare.

## Funções
O Windows Defender foi projetado para que o utilizador remova um spyware ou um software potencialmente indesejado de forma simples.
O programa é composto por opções de verificação (cujos tempos de verificação são proporcionais à qualidade da mesma), opções de registro (em que o utilizador acede às suas ações em relação a execução de certos itens) e também as ações automáticas do Windows Defender, ferramentas que configuram ou ajudam a remover spywares, atualizações que restauram o banco de dados para aumentar a capacidade de detecção do programa em relação aos itens por ele verificados. Possui informações que auxiliam na personalização correta, exibindo quando foi a última verificação e qual o seu tipo, mostrando a data da verificação automática (que é possível configurar); informando o status da proteção em tempo real (desativado ou ativado) e exibe a versão das definições e quando foram criadas.

### Opções de Verificação
A proteção em tempo real que atua permanentemente com o Windows em execução (se ativada). A Verificação rápida que foi feita para que o utilizador possa diariamente fazer uma verificação no computador, a Verificação completa pode ser executada devido a uma suspeita de infecção, ou semanalmente e a verificação personalizada para o utilizador escolher o que deve ser verificado.
Verificação em Tempo Real: a proteção em tempo real atua na inicialização do sistema, na configuração do sistema, nos complementos, downloads e configurações do Internet Explorer, na execução de serviços e drivers, em execução e registro do aplicativo, e nos complementos do Windows.
A proteção em tempo real dá o alerta quando um spyware ou outro software potencialmente indesejado tenta se instalar ou ser executado no computador. Dependendo do nível de alerta, o utilizador pode:
- ignorar o software, permitindo que o software seja instalado ou executado no computador. Se o software ainda estiver em execução durante a próxima verificação ou se ele tentar alterar configurações relacionadas à segurança no computador, o Windows Defender o alertará sobre esse software novamente;
- colocar em quarentena; a ameaça é movida para outro local do computador e, em seguida, impede que o software seja executado até que o utilizador decida restaurá-la ou removê-la do computador;
- remover, que eliminará o arquivo infectado do computador;
- permitir, que permitirá que o software altere configurações relacionadas à segurança do computador;
- negar, impede que o software altere configurações relacionadas à segurança do computador.

Verificação Rápida: Uma verificação rápida analisará somente as áreas do computador que possuem mais chances de serem infectadas por spywares e outros softwares potencialmente indesejados. Essa verificação não é a mais segura, pela razão de verificar somente nas pastas principais do sistema.
Verificação Completa: Uma verificação completa verificará todos os arquivos do disco rígido e todos os programas em execução no momento, Essa análise pode reduzir bastante a performance do computador até a conclusão da verificação.
Verificação Personalizada: o utilizador seleciona locais específicos do computador para serem verificados. No entanto, se um software potencialmente indesejado ou mal-intencionado for detectado, o Windows Defender executará uma verificação rápida para que os itens detectados possam ser removidos de outras áreas do computador, se necessário.

### Opções de registro
O registro no Windows Defender guarda automaticamente as autorizações de execução pelo utilizador e os itens em quarentena com:
Itens Permitidos: as configurações de execução serão permitidas pelo utilizador do grupo Administrador. Se confiar no software detectado pelo Windows Defender, poderá impedir que o Windows Defender dê o alerta sobre os riscos que o software pode representar no computador. Para não receber mais alertas, o software deverá ser adicionado à lista de permissões. Se você escolher que deseja monitorar o software novamente mais tarde, poderá removê-lo da lista de permissões do Windows Defender.
Itens em Quarentena: as configurações de quarentena serão permitidas pelo utilizador do grupo Administrador. O Windows Defender coloca um software em quarentena, ele o move para outro local do computador (pasta do Windows Defender) e, em seguida, impede que o software seja executado até que o utilizador decida restaurá-lo ou removê-lo do computador. E pode ser um bom programa para ser usado como "Antivírus".

## Versões
Primeiro beta (Beta 1): Lançado em Janeiro de 2005, em linguagem Visual Basic. Após isso, foram corrigidos muitos defeitos e adicionadas novas ferramentas; nessa época o nome ainda era "Microsoft Antispyware".
Segundo beta (Beta 2): Lançado em fevereiro de 2006. Uma novo interface, um novo nome, melhoramentos e mais eficiência. Do nome antigo, mudou para "Windows Defender", no qual passou por algumas complicações. O programa foi redigido com a linguagem C++. Com o lançamento do segundo beta, foi adicionado na instalação a validação do Windows (Windows Genuine Advantage, WGA) sendo necessário um Windows legítimo para a instalação. Na primeira versão beta, era possível apagar seus "rastros" do computador, graças a ferramenta "Erase tracks". Entretanto, essa ferramenta foi retirada na segunda versão beta.
Versão final: Lançado em 24 de outubro de 2006. Logo depois, em 9 de novembro de 2006, foi lançado uma atualização chegando na build 1.1593. Nesta versão, o programa já não era compatível com o Windows 2000. Atualmente, essa versão é considerada uma das melhores e mais populosas versões de Antispyware.

## Requisitos para utilizar o Windows Defender

### Requisitos mínimos
- Processador Intel Pentium 233 MHz ou superior
- Memória RAM de 64 MB
- Disco rígido com espaço livre de 20 MB
- Sistema operativo:
  - Windows Vista
- Microsoft Internet Explorer 7.0
- Conexão à Internet de 28.8kbps

### Requisitos recomendados
- Processador Pentium III
- Memória RAM de 128 MB
- Espaço no disco rígido de 20 MB
- Sistema operacional:
  - Windows Vista
  - Windows 7
- Microsoft Internet Explorer 7.0 ou superior

## Como antivírus noWindows 8eWindows 10
Com o lançamento do Windows 8, a Microsoft decidiu fundir as funções do Windows Defender e do Microsoft Security Essentials, permanecendo com o nome do primeiro. O Windows Defender no Windows 8 possui as mesmas funções e características do Microsoft Security Essentials como detecção em tempo real, scanner de vírus, malware, spyware e rootkits. Ele é habilitado por padrão no sistema e pode ser desativado, se o usuário assim desejar. No Windows 10, a Microsoft removeu a função para desabilitar o Windows Defender permanentemente: o usuário pode parar o serviço, porém, após um determinado tempo, o Windows ativa novamente o Windows Defender. A solução é desativá-lo através da diretiva de grupo.